# Battle Golfer Yui
Battle Golfer Yui est un jeu vidéo de golf et de rôle sorti en 1991 sur Mega Drive. Le jeu a été édité par Sega.

## Système de jeu
Le jeu est d'un genre assez particulier puisqu'il mélange les caractéristiques d'un jeu de golf avec celles d'un jeu de rôle.